# Kyphocarpa
Kyphocarpa là chi thực vật có hoa trong họ Amaranthaceae.